# Aasivissuit-Nipisat

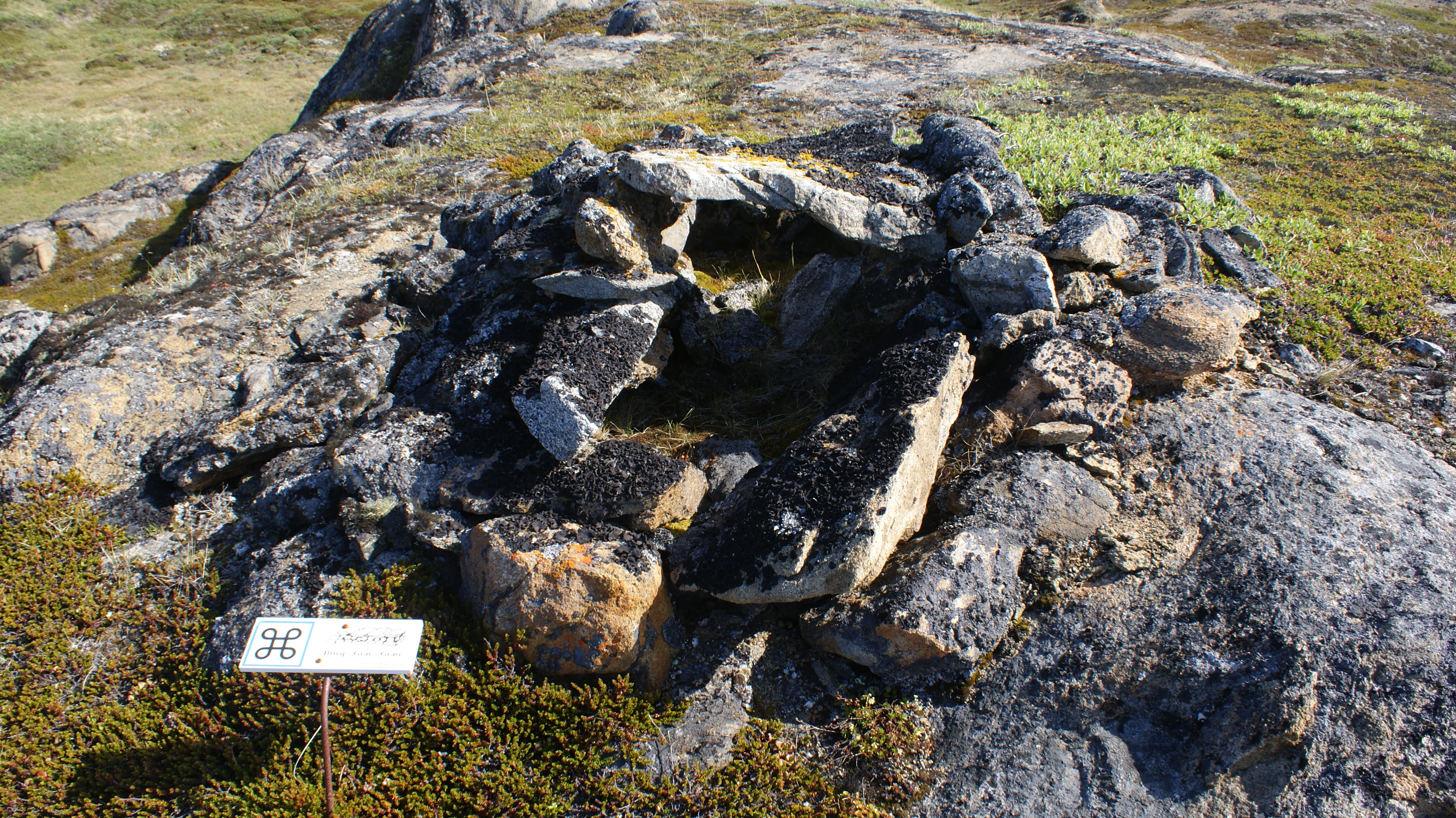
Minnesmärke

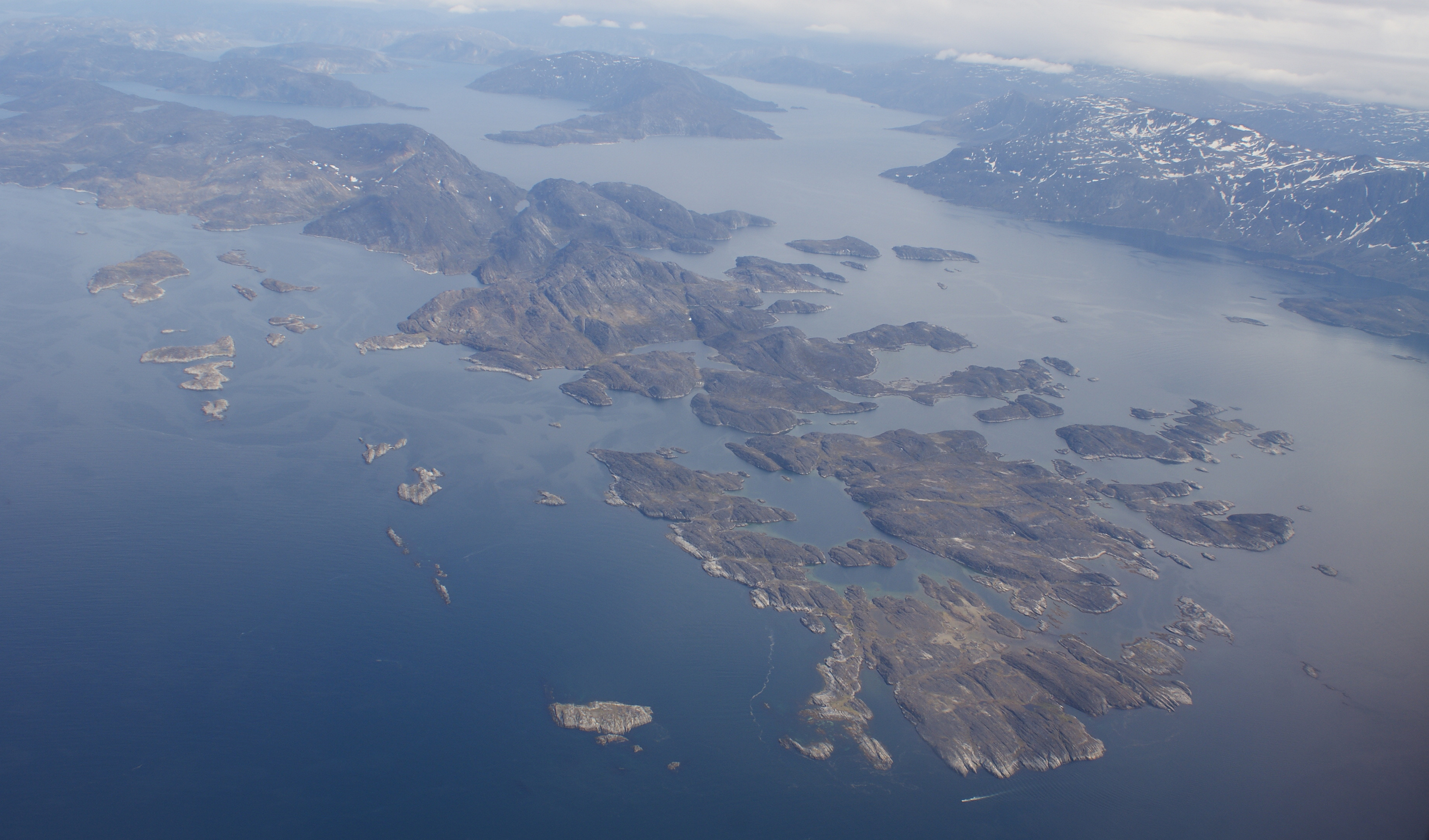
Ikertooqfjorden

Aasivissuit-Nipisat (även Vestgrønlandske jagtområder) är ett område i kommunen Qeqqata på sydvästra Grönland. Området upptogs på Unescos världsarvslista (Aasivissuit-Nipisat. Inuit Hunting Ground between Ice and Sea) 2018. Arkeologiska fynd från området visas på Sisimiut museum.

## Geografi
Området omfattar cirka 4 178 km² mellan Sisimiut och Itilleq vid kusten i väst längs Maligiaqfjorden förbi Sarfannguit längs Ikertooqfjorden till Kangerlussuaq och en bit upp på inlandsisen i öst.
Området sträcker sig i ett cirka 20 km brett och cirka 235 km långt bälte från Nipisatön till berget Aasivissuit.
Trakten består av gräsmarker, flera sjöar och fjordar.

## Jakt
Världsarvet ligger strax norr om polcirkeln i ett av de största isfria områdena på Grönland. Sitt namn har det fått efter sommarlägret Aasivissuit och ön Nipisat, väster om Sisimiut. Ren har jagats i detta kulturlandskap från 2500 f.Kr. fram till i dag. Världsarvet inkluderar bosättningar, stenkummel, depåer, stigar och gravar. Från sommarlägret Aasivissuit bedrevs renjakt. På platsen finns det långa rader med stenkummel som har använts i samband med jakten. Man jagade också ren från kajaker i sjön Aasivissuit Tasiat. På Nipisat finns det en 4000 år gammal paleoinuitisk boplats som är en av de bäst undersökta i landet.

## Historia
Området har bebotts sedan lång tid, arkeologiska fynd av kvarlämningar efter inuitisk kultur av jaktläger och andra lämningar dateras vara upp till 4200 år  gamla.
Området sattes upp på Unescos tentativa världsarvslista 29 januari 2003 och upptogs som världsarv den 30 juni 2018 vid UNESCO:s 42.e möte i Bahrain. Det är Grönlands andra världsarv efter Ilulissatfjorden.